# Мишель д’Орнано (стадион)
«Мише́ль д’Орнано́» — стадион в городе Кан, провинция Нормандия, Франция. Был построен в 1993 году. Назван в честь бывшего губернатора Нормандии Мишеля д’Орнано. Строительство стадион обошлось в 22,7 млн евро.
В качестве домашнего стадиона используется футбольным клубом «Кан». Стадион вмещает 21 500 зрителей. Рекорд посещаемости был зафиксирован в 2004 году на матче чемпионата Франции «Кан» — «Марсель», который посетило 20 972 человека.
На стадионе два матча проводила национальная сборная Франции. В 1993 году французы обыграли сборную России (3:1), а в 1995 — сборную Израиля (2:0). Здесь также товарищеский матч сыграла сборная Англии, в рамках подготовки к чемпионату мира 1998 года. Несколько встреч на стадионе провели молодёжные сборные Франции по футболу.